# バーチャル・ウォーズ
『バーチャル・ウォーズ』（原題: The Lawnmower Man）は、1992年にアメリカで製作されたSF映画。及びそれを元にしたスーパーファミコン対応のゲームソフト。

## 概要
原作はスティーヴン・キングの小説『芝刈り機の男』（原題は映画と同じThe Lawnmower Man）。あるシーンが共通しているが、小説と映画はほぼ違うストーリーである。バーチャル空間を支配することによって世界を征服するという設定は、映画オリジナルである。
このオリジナル設定を盛り込んだ結果、原作とはかけ離れた物語になってしまい、これに憤慨した原作者であるキングは、公開当時クレジットから自らの名前を削除させた。
そんな曰く付きの本作ではあるが、当時の最新CG技術を用いた映像は少なからず話題になり、バーチャル・ウォーズ2が続編として製作されている。日本でバーチャル・ウォーズ3とされているのはピーター・ジェームスの小説ホストを基にしたバーチャル・オブセッションというアメリカのテレビ映画。バーチャル・ウォーズ3とバーチャル・ウォーズ1・2は全く関係がない。また、劇場公開版よりも30分近く長い「ディレクターズカット版」が後にVHSで発売された。しかし、日本では現在いずれもDVD化されていない。
本作は同名原題のPC用ゲームがあり、また関連作としてPCとプレイステーション用ソフト『サイバーウォー』がある。

## ストーリー
西暦2001年。脳の活性化を研究しているアンジェロ博士は、新たな実験の被験者を探していた。そんなある日、知的発達障害を持ったジョーブと出会う。彼は庭師の芝刈りを手伝う心優しい青年であったが、世話をしてもらっている教会の牧師からは日常的な虐待を受けていた。博士はコンピュータを使ったバーチャル空間を用いて、ジョーブの脳を活性化しようと実験を施したとところ、ジョーブは恐ろしい力を手に入れてしまう。

## キャスト
| 役名                       | 俳優                       | 日本語吹替                                                 |
| 役名                       | 俳優                       | VHS版                                                      |
| -------------------------- | -------------------------- | ---------------------------------------------------------- |
| ローレンス・アンジェロ博士 | ピアース・ブロスナン       | 田中秀幸                                                   |
| ジョーブ・スミス           | ジェフ・フェイヒー         | 堀秀行                                                     |
| セバスチャン・ティムス     | マーク・ブリングルソン     | 納谷六朗                                                   |
| ピーター・パーケット       | オースティン・オブライエン | 高山みなみ                                                 |
| カーラ・パーケット         | ロザリー・メイユー         | 松岡洋子                                                   |
| ハロルド・パーケット       | レイ・レイキンス           | 秋元羊介                                                   |
| マーニー・バーク           | ジェニー・ライト           | 井上瑤                                                     |
| テリ－・マッキーン         | ジェフリー・ルイス         | 西村知道                                                   |
| フランシス・マッキーン牧師 | ジェレミー・スレート       | 大木民夫                                                   |
| 局長                       | ディーン・ノリス           | 曽我部和恭                                                 |
| キャロライン・アンジェロ   | コリーン・コフィ           | 深見梨加                                                   |
| グッドウィン警部補         | トロイ・エヴァンス         | 原田一夫                                                   |
| その他                     |                            | 宇垣秀成 梅津秀行 佐久田修 嶋村薫 巴菁子 水鳥鐵夫 梁田清之 |
|                            |                            |                                                            |
| 演出                       |                            | 岩浪美和                                                   |
| 翻訳                       |                            | 新村一成                                                   |
| 調整                       |                            | 滝沢康                                                     |
| 効果                       |                            | 神保大介                                                   |
| 編集                       |                            | 宮下茂                                                     |
| 制作                       |                            | プロセンスタジオ エスピーオー                              |

## スタッフ
- 監督：ブレット・レナード
- 製作：ジメル・エヴェレット
- 製作総指揮：エドワード・シモンズ、スティーヴン・A・レイン、ロバート・プリングル、クライヴ・ターナー
- 原作：スティーヴン・キング
- 脚本：ブレット・レナード、ジメル・エヴェレット
- 撮影：ラッセル・カーペンター
- 音楽：ジョン・ワイマン